# Grewia borneensis
Grewia borneensis là một loài thực vật có hoa trong họ Cẩm quỳ. Loài này được (Burret) Warb. ex P.S.Ashton mô tả khoa học đầu tiên năm 1988.